# 齐返邦长大刀

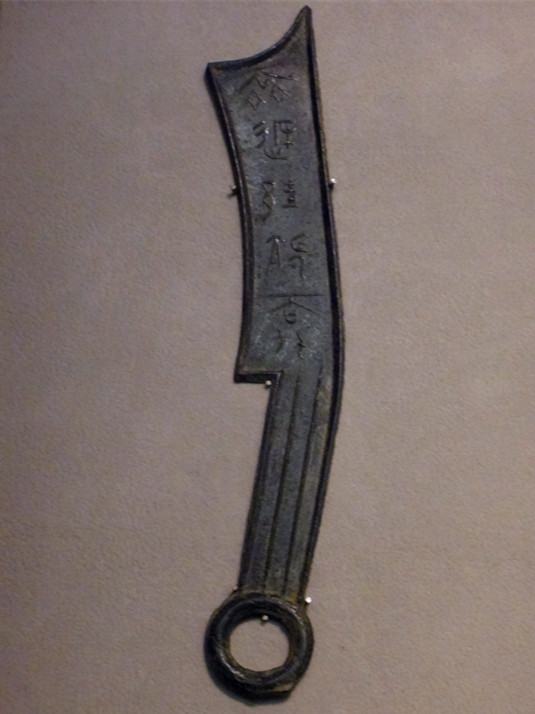
六字刀，拍摄于中国钱币博物馆

齐返邦长大刀，通常也称六字刀，中国古代先秦时期青铜铸造货币，属于齐国大型刀币的一种，因正面铸有“齐返邦长大刀”六个字而得名。其面文的考释仍有争议，除“齐返邦长大刀”外，还有“齐建邦长法化”、“齐返邦长法化”等多种说法。由于面文考释，尤其是第二字考释仍未有定论，该币种的铸期认定也存在争议。

## 面文考释
六字刀面文的第一个字释为“齐”，为齐国国号，第三字释为“邦”，第四字释为“长”，此三字的释读没有什么争议。第二个字的释读具有较大争议，自清代以来，有“造”、“建”、“通”、“徙”、“途”、“返”等多种观点，其中以释为“造”、“建”、“返”三字影响最大。最后两个字自清朝末年以来多释为“法化”，解释为法定货币，还有“大刀”等释读，此外第五字还有“吉”、“合”、“圜”等释读。:9